# Elena Gheorghe
Elena Gheorghe (Bucarest, 30 de julio de 1985) es una cantante rumana. Gheorghe saltó al panorama internacional tras representar a Rumania en el Festival de la Canción de Eurovisión 2009 celebrado en Moscú, Rusia.
Nacida en el seno de una familia arumana y transilvana dedicada a la música folclórica, Elena Gheorghe pronto inició su carrera en los escenarios en solitario hasta que se convirtió en la vocalista de la banda de música latina Mandinga. Tres años después y tras haber grabado tres álbumes de estudio, Elena Gheorghe abandonó la agrupación y recuperó su carrera en solitario, al firmar un contrato con Roton para grabar su álbum debut, titulado Vocea ta (2006). En 2009 fue seleccionada para representar a Rumania en el Festival de la Canción de Eurovisión 2009, que se celebró en Moscú, con su sencillo "The Balkan Girls", en el que finalizó en 19.º posición con 40 puntos.
Después de Eurovisión lanzó su sencillo "Disco Romancing", que fue un éxito en varios países europeos, entre ellos Rumania, Hungría, España, República Checa, Países Bajos, Polonia y Eslovaquia. El siguiente sencillo, "Midnight Sun", repitió éxito en las listas neerlandesas y rumanas. Además de ser una de las estrellas pop más importantes de Rumania, Elena Gheorghe también ha grabado un álbum de música tradicional arumana junto a Gică Coadă.

## Carrera musical

### Orígenes y primera actividad musical (1985-2001)
Elena Gheorghe nació en Bucarest, Rumania, hija del sacerdote Gheorghe Gheorghe, su padre, y Marioara Man Gheorghe, su madre. Proviene de una familia de músicos, especialmente de la música popular rumana, y es mitad arumana y transilvana. Su hermana Ana es periodista y su hermano Costin es futbolista profesional y juega en el Sportul Studenţesc Bucureşti.
De ascendencia macedonia/aromunes, Gheorghe comenzó a dedicarse a la música con tres años de edad junto a su madre, cantando la composición de violinistas "Sus în deal, în poieniţă". En quinto grado que se registró en Palacio Nacional de la Infancia, donde tomó clases de canto y más tarde se convirtió en solista de Cercului Armonía, banda con la que participó en diversos concursos en todo el país. En la escuela secundaria practicó balonmano y participó en varios campeonatos nacionales.
En 2000 ganó el Festival del Oso de Oro celebrado en Baia Mare tras la interpretación de la canción "One Moment In Time" de Whitney Houston. También participó en Mamaia Festival, con la canción "Dau viaţa mea". Fue la participante más joven de ese año, pues contaba con dieciséis años. No ganó ningún premio, pero encontró a Adela Popescu, con quien tocó durante un corto periodo en una banda llamada Viva. El proyecto no tuvo éxito y ambos componentes siguieron su carrera de forma independiente. En la adolescencia, Gheorghe estudió continuó con sus estudios de canto clásico en la Escuela de Música Dinu Lipatti.

### Mandinga (2002-2005)
A finales de 2002, un grupo de jóvenes músicos formado por Alex Burcea, Florin Siia, Marius Ciupitu y Cornel Ene invitó a Gheorghe a convertirse en la vocalista principal de la banda Mandinga. La estructura del grupo se completó con la llegada de Cătălin Ene en los teclados y en el piano. La banda fue consiguiendo una importante popularidad en Rumania, y el 6 de junio de 2003 tocaron como teloneros de la banda argentina Ráfaga.
El primer álbum del grupo, titulado ...de corazón fue comercializado en Rumanía el 26 de junio de 2003. La promoción del álbum estaba formada por tres conciertos que servirían de mini-tour en las principales ciudades. "Doar cu tine" fue el primer sencillo extraído del álbum. Durante 2004 Gheorghe continuó de gira con Mandinga, aún con la promoción del álbum ...de corazón y demostró sus habilidades vocales en un completo repertorio de géneros latinos: latin jazz, salsa, merengue y cumbia.
En verano de 2005 comenzó la comercialización del segundo álbum de estudio de Mandinga. El nuevo álbum, titulado Soarele meu, fue lanzado por el sello Roton. El sencillo homónimo "Soarele meu" tuvo una fuerte promoción en Rumania y el álbum se convirtió en un éxito comercial en todo el país, recibiendo el disco de oro por las más de 15 000 copias vendidas. En diciembre de 2005, Mandinga grabó un videoclip para el villancico "De Crăciun", pero recibió escasa difusión en televisión. La canción "Soarele meu" fue grabada para representar a Rumania en el Festival de la Canción de Eurovisión 2005, pero finalizó en cuarto lugar.
No conforme con la promoción y las condiciones del contrato que le unía con Mandinga, Gheorghe abandonó el grupo el 15 de febrero de 2006. Más tarde, Gheorghe firmó un contrato con Roton, el sello discográfico de su antigua banda, para comenzar su carrera en solitario.

### Debut en solitario (2006 - 2007)
En enero de 2006 Gheorghe abrió su propia escuela de danza llamado Pasitos. En la primavera del mismo año empezó a organizar la preselección de los instrumentistas que se convertirían en su equipo musical. Los seleccionados para acompañar a la cantante de Bucarest en su carrera en solitario fueron Cornel Ene (trombón), Laurenţiu Duţă (compositor), Ana Gheorghe y Marius Mates (mánager).
El sencillo con el que debutó Gheorghe fue "Vocea ta" y el videoclip fue lanzado en mayo de 2006, que logró un relativo éxito en Rumania al lograr el 24º puesto en las listas rumanas. Poco después, fue lanzado el álbum debut de Gheorghe en solitario, titulado Vocea ta. El álbum incluía ritmos latinos, muy similares a los que Gheorghe ya grabó con Mandalay, y un remix de "Soarele meu".
En agosto de 2006, Gheorghe tocó en la apertura del concierto de los belgas Vaya Con Dios, celebrada en Mangalia, en el último día del Festival Callatis. A finales de ese mismo año, Elena Gheorghe participó en la primera edición de Dansez pentru tine, con Cornel Ogrean como pareja de baile y con el que obtuvo el tercer lugar en la gran final de la competición, que tuvo lugar el 20 de noviembre.
En enero de 2007 se lanzó el segundo sencillo y videoclip del álbum. Éste, titulado "Ochii tăi căprui", consiguió el puesto 21 en la lista Romanian Top 100. Poco después, ganó un premio otorgado por la cadena de televisión Radio România Actualităţi, a la Mejor actuación de 2006 y el sencillo "Vocea ta" fue nominada a Mejor canción de 2006. En agosto de 2007, Gheorgue logró el premio a la Mejor canción de 2007 en los Romanian Top Hit-Music Awards 2007 por "Ochii tăi căprui".

### Evolución artística (2008)
Gheorghe comenzó las grabaciones de un nuevo álbum de estudio en otoño de 2007 y, a finales de ese año, firmó un nuevo contrato con otro sello discográfico, Cat Music. A finales de 2007 comenzó a comercializar el segundo álbum de su carrera en solitario, titulado Te ador. El sencillo homónimo fue extensamente promocionado junto a su videoclip y la canción se convirtió en uno de los mayores éxitos de Elena Gheorghe en Rumania, entrando en el puesto 24 de las listas rumanas.
En términos de estilo, los once cortes incluidos en este álbum son en su mayoría latinos, similares a los anteriores sencillos lanzados por la cantante y de su etapa en Mandinga. El disco también contiene una colaboración llamada "My Superstar", con Ciro de Luca, un componente de la banda Todomondo que representó a Rumania en el Festival de la Canción de Eurovisión 2007 celebrado en Helsinki con "Liubi, liubi, I love you".
A finales de 2008, Elena Gheorghe lanzó su primer álbum recopilatorio, Lilicea Vreariei. El material del álbum contiene trece canciones cantadas en arumano, incluyendo dúos con Gică Coadă, y Elena se convirtió en la primera cantante en lanzar un álbum en arumano al mercado musical rumano. La promoción del álbum, fue celebrado en la tienda City Mall de Constanza, donde firmó autógrafos a sus seguidores e interpretó las canciones del álbum. El lanzamiento de los dos álbumes en solitario de Elena Gheorghe y el recopilatorio de música arrumana Lilicea Vreariei, fue recompensado con el premio de honor de la revista Confidenţial.

### Eurovisión 2009

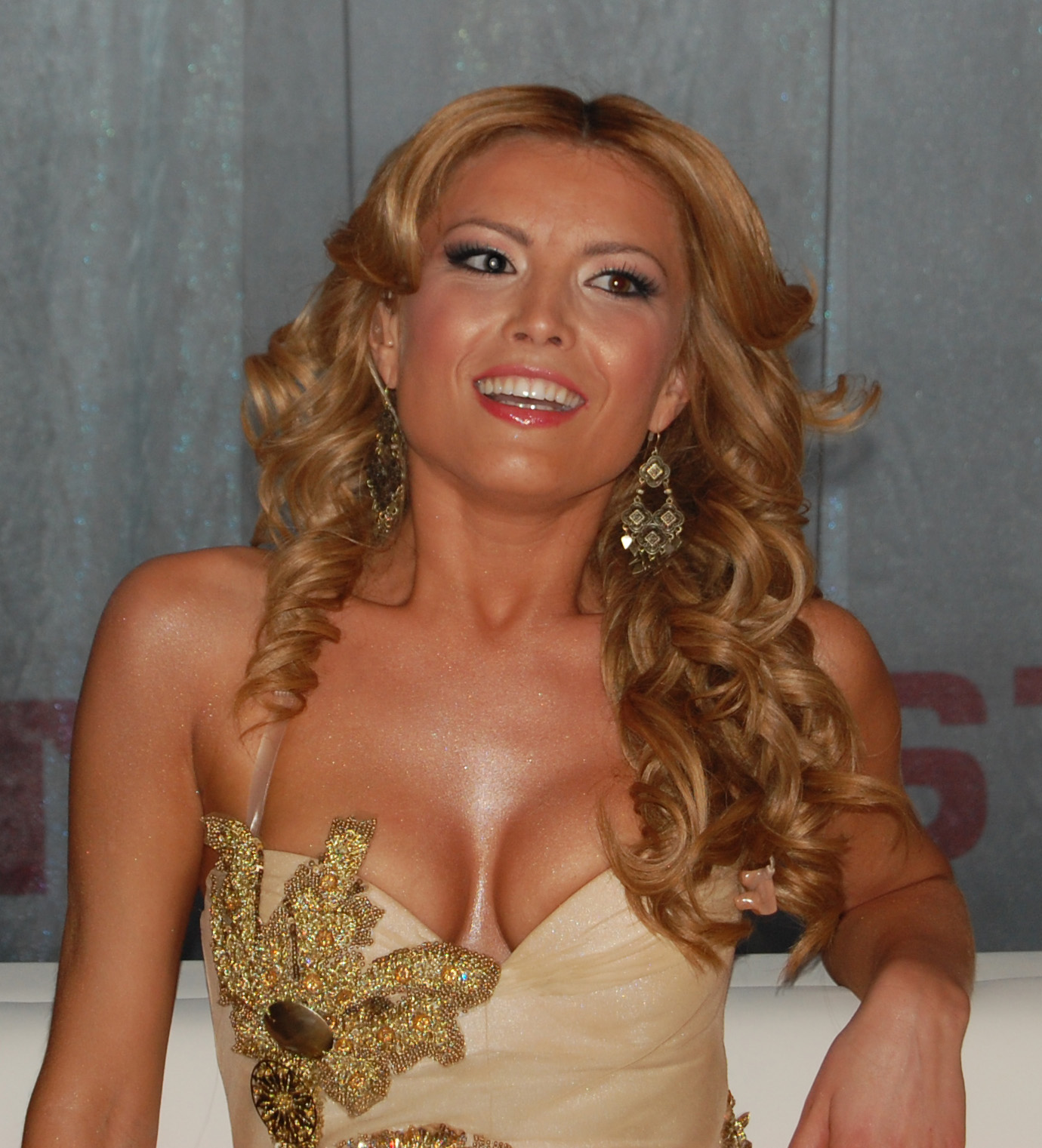
Gheorghe en el Festival de la Canción de Eurovisión 2009.

A finales de 2008, Elena Gheorghe grabó la canción "The Balkan Girls", compuesta y producida por Laurenţiu Duţă. En enero de 2009, la canción fue inscrita en el concurso y programa de televisión Selecţia Naţională para dirimir el sencillo que representaría a Rumania en el próximo Festival de la Canción de Eurovisión 2009. "The Balkan Girls" se hizo con el primer puesto con un total de 22 puntos, por delante de canciones de artistas como Costi Ioniță y Dalma Kovács.
"The Balkan Girls" fue calificada por los periodistas rumanos como una gran oportunidad de Rumania para obtener un lugar honorable en Eurovisión.
Posteriormente, "The Balkan Girls" fue reelaborada con una versión melódica muy influenciada por la música tradicional de los Balcanes. En primavera de 2009 comenzó oficialmente la campaña de promoción de Elena Gheorghe en Europa con el videoclip oficial de "The Balkan Girls", que fue lanzado en marzo. Gheorghe inició una mini gira en ciudades Londres o Berlín, donde se reunió con algunos de los otros participantes del festival como Nelly Ciobanu, Lidia Kopania, Susanne Georgi y Kejsi Tola.
Los anteriores representantes de Rumania en el Festival de la Canción de Eurovisión 2008, Nico y Vlad Mirita, lograron el 20º puesto con "Pe-o margine de lume". Elena Gheorghe entró en la primera semifinal el 12 de mayo. Gheorghe logró clasificarse para la final celebrada el 16 de mayo en el Olympisky Arena y quedó en 19.ª posición con un total de 40 puntos.
Tras la finalización del Festival, Gheorghe fue acusada por el Daily Mail de realizar playback durante su actuación en el Festival de Eurovisión. Sin embargo, el tabloide británico fue más allá en sus acusaciones y señaló a Lucia Dumitrescu, quien formaba parte del coro de Gheorghe, como la auténtica cantante de la actuación en aquel festival. Según el diario inglés, durante la actuación de Gheorghe en Moscú, Dumitrescu estaba detrás de la cantante con un micrófono en la mano. Dan Manoliu, Jefe de la Delegación de Rumania calificó como "una gran estupidez" las acusaciones y recordó que Dumitrescu actuaba, únicamente, como corista de Gheorghe. Por su parte, Gheorghe aseguró que las acusaciones británicas eran "ridículas", mientras que la propia Dumitrescu clamó por la autenticidad de la voz de Elena Gheorghe.

### Éxito en las listas europeas (2010-presente)
Después de Eurovisión, Elena logró mayor fama en toda Europa y lanzó los sencillos "I'm On Fire" y "Disco Romancing", este último fue un gran éxito en Rumania, entró en el top diez en Hungría y cosechó un éxito moderado en Chequia, Países Bajos, Polonia y Eslovaquia. Su siguiente sencillo fue "Midnight Sun", un éxito entre los diez primeros en el Top 40 holandés y el Top 100 en Rumania.
En 2011 colaboró con Cornel "Dony" Donici y lanzaron el sencillo "Hot Girls", que, una vez más, entró en las listas de toda Europa. Ese mismo año tuvo su primera gira continental, llegando a Alemania, España y Grecia. En 2011 lanzó el sencillo "Your Captain Tonight" y en 2012 "Amar tu Vida". El 23 de enero de ese mismo año fue portada de la revista femenina rumana Unica, mientras que desde marzo es miembro del jurado del programa de televisión M-a făcut mama artist («Mamá me hizo artista») de Prima TV junto con Corina Bud, Dan Teodorescu y el rapero Connect-R. En mayo de 2012 Elena lanzó su sencillo "Amar tu vida". En noviembre de 2012, Elena publicó su álbum Disco Romancing en Japón, Italia, España y México. En ese mismo mes, Elena realizó una pequeña gira de una semana en Japón en la que actuó en Tokio y Osaka. En diciembre de 2012 lanzó una canción llamada "De Craciun" («Navidad»).

## Discografía

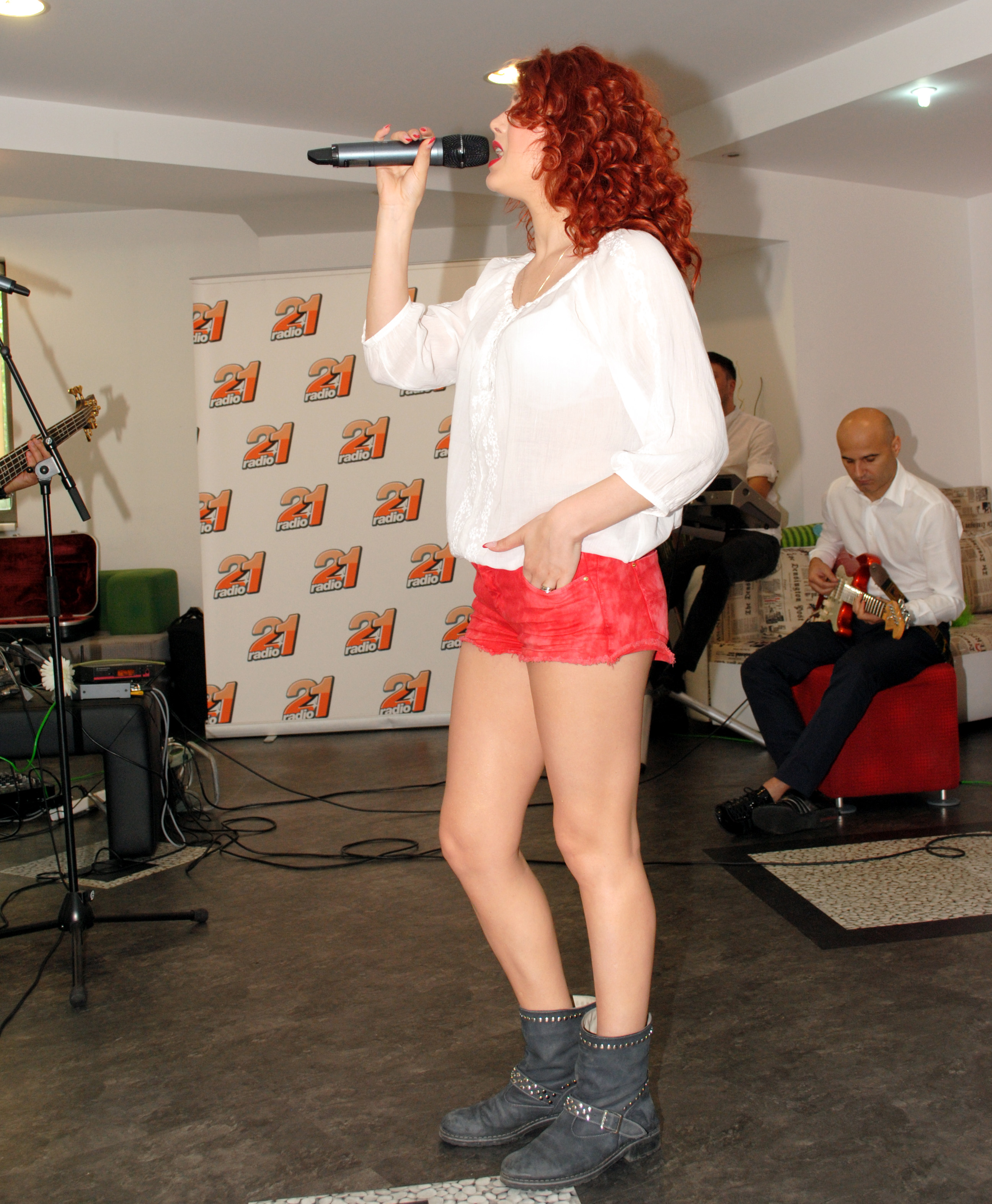
Gheorghe en 2013.

### Álbumes de estudio
- Vocea ta (2006)
- Lilicea Vreariei (2008)
- Te ador (2008)
- Disco Romancing (2012)

### Álbumes recopilatorios
- Lilicea Vreariei (2008)

### Sencillos
| Año  | Título                                   | Posición Máxima  | Álbum                   |
| Año  | Título                                   | Romanian Top 100 | Álbum                   |
| ---- | ---------------------------------------- | ---------------- | ----------------------- |
| 2006 | "Vocea Ta"                               | 8                | Vocea ta                |
| 2007 | "Ochii tăi căprui"                       | 21               | Vocea ta                |
| 2008 | "Te Ador"                                | 24               | Te Ador                 |
| 2008 | "Până la stele"                          | —                | Te Ador                 |
| 2009 | "The Balkan Girls"                       | 1                | Te Ador: Edite Epeciala |
| 2010 | "Disco Romancing"                        | 1                | Disco Romancing         |
| 2010 | "Midnight Sun"                           | 5                | Disco Romancing         |
| 2011 | "Hot Girls" con Dony                     | 30               | Disco Romancing         |
| 2011 | "Your Captain Tonight"                   | 94               | Disco Romancing         |
| 2012 | "Amar tu Vida" & Pana dimineata ft.J.J   | 47               | Disco Romancing         |
| 2012 | "Hypnotic"                               | —                | Disco Romancing         |
| 2013 | "Ecou" (con Glance)                      | 1                | Sencillos sin álbum     |
| 2014 | "Mamma Mia (He's Italiano)" (con Glance) | —                | Sencillos sin álbum     |
| 2015 | "Senor Loco" (con Danny Mazo)            | 1                | Sencillos sin álbum     |
| 2015 | "Autograf"                               | —                | Sencillos sin álbum     |